# Hypericum origanifolium
Hypericum origanifolium är en johannesörtsväxtart som beskrevs av Carl Ludwig von Willdenow. Hypericum origanifolium ingår i släktet johannesörter, och familjen johannesörtsväxter. Inga underarter finns listade i Catalogue of Life.